# Manuela Kormann
Manuela Kormann, född den 7 december 1976 i Bern, Schweiz, är en schweizisk curlingspelare.
Hon tog OS-silver i damernas curlingturnering i samband med de olympiska curlingtävlingarna 2006 i Turin.